# フランキー・レイン (プロレスラー)
カウボーイ・フランキー・レイン（Cowboy Frankie Laine、本名：Frank Luhovy、1943年4月16日 - 2016年5月24日）は、カナダ・オンタリオ州ロンドン出身のプロレスラー。
カウボーイのギミックを用いた二枚目のベビーフェイスとして、アメリカ合衆国の太平洋岸から深南部、さらにはプエルトリコまで各地で活躍した。

## 来歴
1965年のデビュー後、モントリオールやトロントなどカナダの主要テリトリーを皮切りに、アメリカ合衆国の五大湖エリアから南部のフロリダまで各地を転戦。オハイオでは1967年に海外武者修業時代のトーキョー・ジョーことサンダー杉山と対戦。1968年にはAWAにおいて、同郷のビリー・レッド・ライオンのパートナーとなって活動。ミツ荒川&ドクター・モトが保持していたAWA世界タッグ王座にも挑戦した。
1970年より太平洋岸北西部に進出、3月27日にムーンドッグ・メインと組み、クルト・フォン・スタイガー&カール・フォン・スタイガーからNWAパシフィック・ノースウエスト・タッグ王座を奪取する。以降もジミー・スヌーカをパートナーに、フォン・スタイガーズやロイヤル・カンガルーズ（ノーマン・フレデリック・チャールズ3世&ロード・ジョナサン・ボイド）を破り戴冠した。1971年2月6日にはハワイのホノルルにおいて、リッパー・コリンズを下してNWAハワイ・ヘビー級王座を獲得している。
その間の1970年9月、日本プロレスに初来日。バッド・ラテールとのカナダ人コンビで『第1回NWAタッグ・リーグ戦』に出場した。小柄だがスピーディーなファイトぶりを高く評価され、翌年の『第2回NWAタッグ・リーグ戦』にも連続出場。色男系カウボーイの先達ボブ・エリスのパートナーを務め、ジャイアント馬場&吉村道明やアントニオ猪木&坂口征二などのチームと対戦したが、年配の女性を暴行するという不祥事を起こし、本国へ強制送還された。
この事件以降、二度と来日することはなかったが、北米では第一線で活躍。ロサンゼルス地区では1971年12月7日、アール・メイナードと組んでキンジ渋谷&マサ斎藤からNWAアメリカス・タッグ王座を奪取。翌日の12月8日には、ブラック・ゴールドマンを破りNWAアメリカス・ヘビー級王座も獲得、年明けの1972年1月28日にキラー・コワルスキーに敗れるまで戴冠した。
カナダではスチュ・ハート主宰のスタンピード・レスリングに参戦。1975年1月、レス・ソントンと組んでケリー・ツインズからインターナショナル・タッグ王座を奪取、ミスター・ヒト&ビッグ・ジョン・クインのチームともタイトルを争った。シングルのフラッグシップ・タイトルである北米ヘビー級王座も、同年12月12日にカルガリーでブッチャー・ブラニガン、1976年1月24日にエドモントンでジル・ポワソンを破り、2回に渡って戴冠している。
1979年よりヒールに転じ、プエルトリコのWWCにおいてダッチ・マンテルと悪党カウボーイコンビの "Los Vaqueros Locos" （The Crazy Cowboys）を結成。カルロス・コロン&ウラカン・カスティーヨやインベーダー1号&2号などのチームを破り、WWC北米タッグ王座を再三獲得した。現地では全日本プロレスから遠征していた石川孝志&ハル薗田とも対戦している。
アメリカ本土では1980年5月3日、ザ・シークの主宰するデトロイト地区において、ジョージ・スティールと組んでNWA世界タッグ王座を奪取。1983年7月4日にはテネシー州メンフィスのCWAにおいて、スタッガー・リーを下してミッドアメリカ・ヘビー級王座を獲得。以後、WWCでのパートナーだったマンテルを相手に、同王座を賭けた抗争を展開した。
1980年代後半はベビーフェイスに戻ってWWFのTVテーピングやハウス・ショーに出場。ハート・ファウンデーション、ランディ・サベージ、ジェイク・ロバーツ、ハーリー・レイスらのジョバーを務め、マイク・シャープやジミー・ジャック・ファンクといったヒール陣営のジョバーにも白星を献上した。
1989年、交通事故で肋骨と足首を骨折、背中も負傷するなどの大怪我を負い、プロレス業界から引退。その後は地元オンタリオ州のアルビンストンにおいて農場を経営していた。
2016年5月24日、多発性硬化症のため死去。73歳没。

## 得意技
- ブルドッギング・ヘッドロック
- エアプレーン・スピン
- クローズライン

## 獲得タイトル
パシフィック・ノースウエスト・レスリング
- NWAパシフィック・ノースウエスト・タッグ王座：4回（w / ムーンドッグ・メイン、ボビー・ニコルズ、ジミー・スヌーカ×2）[6]

NWAミッドパシフィック・プロモーションズ
- NWAハワイ・ヘビー級王座：1回[7]

NWAハリウッド・レスリング
- NWAアメリカス・ヘビー級王座：1回[12]
- NWAアメリカス・タッグ王座：1回（w / アール・メイナード）[11]

NWAミッドアメリカ
- NWAミッドアメリカ・タッグ王座：1回（w / ケン・ルーカス）[23]

スタンピード・レスリング
- 北米ヘビー級王座：2回 [14]
- インターナショナル・タッグ王座：1回（w / レス・ソントン）[13]

ワールド・レスリング・カウンシル
- WWC北米タッグ王座：3回（w / ダッチ・マンテル）[16]

NWAデトロイト
- NWA世界タッグ王座（デトロイト版）：1回（w / ジョージ・スティール）[18]

コンチネンタル・レスリング・アソシエーション
- CWAミッドアメリカ・ヘビー級王座：1回[19]